# Revolució Febrerista
La Revolució Ferbrerista o de Febrer fou un cop d'estat militar produït el 17 de febrer del 1936 al Paraguai que dugué al poder el coronel Rafael Franco. La revolució posà fi al govern del Partit Liberal i inicià un encadenament de dictadures militars paraguaianes que es perllongaren més de mig segle.
El govern de Franco ràpidament posà en solfa moltes reformes, entre elles una reforma agrària (que comportà la confiscació i la fragmentació d'algunes grans propietats privades). El govern de Franco fou derrocat el 13 d'agost de 1937, però la seva influència i la dels febreristes continuaren essent claus en la política paraguaiana; i provocaren, a la fi, la Guerra Civil Paraguaiana el 1947 i a l'establiment del Partit Revolucionari Febrerista el 1951.
La revolució ha estat descrita com un "cop d'estat alhora marxista i feixista" que "va establir les bases per a la dictadura pro-nazi d'Higinio Morínigo el 1940".

## Rerefons
La principal idea de la Revolució es pot evocar amb un fragment d'una obra de teatre de Julio Correa sobre la guerra: "Després d'aquesta guerra... abraçarem la tricolor, en aquesta guerra hem demostrat qui som..., que som forts davant la injustícia, que tenim força i cor. Expulsarem tots els bolivians i més tard expulsarem tots els traïdors i lladres. El nostre país és nostre..., l'hem guanyat amb suor, llàgrimes i sang. Tots els paraguaians després d'aquesta guerra tindran un tros de terra on construir les seves cases."
Després de la signatura de l'armistici el 12 de juny del 1935, el president Ayala ràpidament llicencià molts soldats de l'exèrcit que passaren a l'atur degut a la recessió econòmica, molts d'aquests quedant-se a Asunción a la recerca de noves oportunitats. Aquests veterans i oficials de la Guerra del Chaco, insatisfets amb el feble lideratge polític liberal durant la guerra i el tracte dispensat als soldats desmobilitzats, que foren enviats a casa sense cap pensió, trobaren un líder en un oficial populista, el coronel Rafael Franco. Era un problemàtic polític i militar que en aquell moment havia estat nomenat cap del Col·legi Militar i de l'Associació Nacional de Veterans de Guerra, amb més de 100.000 membres.
Al final de la Guerra del Chaco, el mandat del president Ayala estava acabant i aquest donava suport al popular comandant de les forces paraguaianes al Chaco, José Félix Estigarribia, com a possible candidat. També es sospitava que Ayala, amb l'ajuda d'Estigarribia, volia prolongar el seu govern amb un nou mandat. Estigarribia també tenia oposició dins de l'exèrcit, insatisfets amb el seu lideratge durant la guerra.
Preocupat per l'ascens d'Estigarribia, el coronel Franco endegà una campanya contra aquell, acusant-lo d'errors militars i de no haver aconseguit prendre Santa Cruz de la Sierra. El 6 de febrer de 1936, Franco fou arrestat i desterrat a Buenos Aires per conspirar contra el govern. Això catapultà l'acció dels seus partidaris.
Durant la nit del 16 de febrer, tropes liderades pels tinents coronels Federico Wenman Smith i Camildo Recalde ocuparen Asunción. La seu de la policia fou atacada causant una cinquantena de morts. Els combats a la ciutat s'allargaren tot el dia i al vespre el president Ayala es rendí a Recalde. Estigarribia va volar a Asunción des del seu quarter general al Chaco, però fou arrestat a l'aeroport. Franco retornà victoriós a la capital el 19 de febrer i assumí la presidència.

## Fites principals
Franco prometé que el seu govern instituiria canvis radicals que afavorissin a les classes populars, ignorades durant tant de temps pels governs liberals. El Paraguai, insistia Franco, era una «democràcia natural» en el sentit que tots els segments de la societat tenien un fort sentiment de solidaritat nacional. Les noves lleis i institucions pretenien reflectir aquesta unitat; tanmateix, mai es posaren en pràctica ni sortiren efectes, ja que el govern de la Revolució de Febrer fou enderrocat per una contrarevolució liberal al cap de divuit mesos. A més, durant la seva breu existència, el govern revolucionari restà dividit en faccions les disputes de les quals provocaren un govern amb tendències erràtiques.
Tanmateix els febreristes — com es van anomenar a si mateixos els revolucionaris més tard — afirmarien que el govern revolucionari havia trencat amb el passat en almenys tres importants àrees:
- Va substituir les idees liberals anteriorment dominants pel que Leslie Bethell anomenà "un culte al nacionalisme, al qual tots els governs posteriors van haver de fer com a mínim honors de boca".[5] Aquest nou nacionalisme girava entorn del símbol del mariscal Francisco Solano López, president i comandant en cap durant la Guerra del Paraguai (1864-70). Durant l'era liberal, fou titllat a tots els llibres de text escolars com un dèspota brutal la megalomania del qual havia conduït el país cap al desastre. Encara més, els liberals argumentaven que el seu poder descontrolat era el resultat inevitable del socialisme d'estat del seu règim, contra el qual l'individualisme i la lliure empresa eren els antídots adequats. Franco proclamà patriota a López i encarregar que trobessin la seva tomba sense nom. Les seves restes foren exhumades i dutes de tornada a Asunción, on, juntament amb el cos del seu pare, Carlos Antonio López, i records de José Gaspar Rodríguez de Francia, el primer governant del Paraguai, foren dipositats en una capella reconvertida que batejada com el Panteó Nacional dels Herois. Segons Bethell, això significava que «el nacionalisme popular ara tenia el seu santuari».[5]
- Inicià la primera reforma agrària seriosa.[5] El maig de 1936 s'aprovà la Llei de Reforma Agrària, que ordenava la nacionalització de 2 milió hectàrees (5 milió acres) de terra, amb indemnització per als propietaris, i la creació de petites i mitjanes explotacions agrícoles d'entre 25 i 250 acres. Quan Franco fou deposat l'agost del 1937, s'havien repartit gairebé 200,000 hectàrees (500,000 acres) a 10.000 famílies. Els successors de Franco frenaren dràsticament el ritme de la reforma agrària. Tot i que de tant en tant es donaven algunes terres públiques als camperols, no es feu cap altre intent per abordar el problema latifundista.[5]
- Reconegué oficialment els drets laborals.[5] Bethell va descriure les actituds de Franco envers el petit però creixent moviment obrer com que "reflectien una barreja de simpatia, sospita i paternalisme".[5] El juny del 1936 es creà el Ministeri de Treball i s'adoptà el primer Codi Laboral, es concediren moltes de les reformes que els treballadors havien exigit llargament (una jornada laboral de vuit hores, vacances anuals pagades, un dia de descans setmanal i el dret a formar i afiliar-se a sindicats), i s'establí la Confederació Paraguaiana de Treballadors (CPT, "Confederación Paraguaya de Trabajadores "). Aquestes fites tingueren conseqüències, però, en forma de més control oficial: preocupats per la influència comunista, que havia anat creixent als sindicats des del 1928, els febreristes exigiren que totes les organitzacions obreres obtinguessin reconeixement legal del Ministeri de Treball, i si no ho feien, un sindicat no podia celebrar reunions, posseir propietats, signar contractes laborals, recaptar quotes o anar als tribunals per representar els seus membres davant les empreses o el govern. Si un sindicat legal impugnés les polítiques del govern, podria ser "intervingut", és a dir, que podria perdre el seu estatus legal, tenir els seus actius congelats o patir la substitució dels seus empleats per interventors governamentals. Per això Bethell qualificà les reformes laborals del govern revolucionari de "doble tall", argumentant que els sindicats podrien florir sota un règim benigne com el de Franco, però la seva dependència del govern els deixava impotents sota els successors conservadors de Franco.[5]

Un altre efecte de la Revolució fou l'oficialització de la llengua guaraní. El guaraní era una llengua molt parlada entre els soldats i, per ordre de José Félix Estigarribia, s'emprà en les comunicacions militars paraguaianes durant la Guerra del Chaco per tal de fer-les més difícils de desxifrar per als bolivians.

## Motius del fracàs
El govern de Franco s'oposava a l'anterior etapa liberal, però li mancava una visió unificada del que representava i del que volia aconseguir.
Per tal de pacificar les vagues revolucionàries, les confiscacions de terres i els disturbis a l'exèrcit, el 10 de març de 1936, Franco promulgà el Decret 152 amb el que prohibí tots els partits polítics i proclamava que la Revolució de Febrer seguiria els règims totalitaris europeus. Aquesta llei del 10 de març de 1936 fou redactada pel Ministre de l'Interior Gomes Freire Esteves, un simpatitzant del feixisme i que el 1915 havia liderat una revolta contra el president Eduardo Schaerer. La llei proposava establir un estat corporativista, fet que alienà a molts dels partidaris de Franco. L'enrenou entre els partidaris polítics de Franco fou tan gran que es veié obligat a anul·lar aquest decret. La ineptitud política de Franco feu que el Partit Colorado es retirés del seu govern.
Mentrestant, la Conferència de Pau del Chaco continuava i el gener de 1937 Franco acceptà cedir enfront algunes demandes territorials bolivianes. Això causà insatisfacció a l'exèrcit i al comandant de les tropes del Chaco, el coronel Ramón Paredes, partidari dels liberals. El 13 d'agost de 1937 els seus soldats ocuparen Asunción i derrocaren a Franco. Dos anys més tard els polítics liberals aconseguiren fer arribar a Estigarribia a la presidència de la República.